# هجرة (فلم 2023)
هِجْرَة (بالإنجليزية: Migration) هو فيلم رسوم متحركة ومغامرات كوميدي أمريكي صدر في عام 2023 من إنتاج شركتي Universal Pictures وIllumination وتوزيع شركة Universal. الفيلم من إخراج بنجامين رينر، وشارك في إخراجه جويلو حمصي، ومنتجه كريس ميليداندري. يعود السيناريو لمايك وايت وقصة وايت ورينر. يضم الفيلم الأداء الصوتي لِكل مِنْ: كميل نانجياني، وإليزابيث بانكس، وكيجان مايكل كي، وأوكوافينا، وداني ديفيتو. تدور قصة الفيلم حول عائلة من البط البرّي الذين يحاولون إقناع والدهم المُفرِط في حماتهم بأن يأخذهم في إجازة العمر، ويُجرِّبوا الهجرة أُسوةً ببقية البط البرّي، من نيو إنجلاند، عبر مدينة نيويورك، إلى جامايكا ذاتِ الطبيعة السّاحرة.
أعلنت شركة إليومينيشن (Illumination) في فبراير 2022 عن إنتاج فيلم "الهجرة" (Migration)، وتم الإعلان عن انضمام بنجامين رينر وجويلو حمصي ومايك وايت كمخرج ومخرج مشارك وكاتب على التوالي لهذا الفيلم. رينر، الذي أخرج العديد من أفلام الرسوم المتحركة التقليدية، مثل: Ernest & Celestine (2012) وThe Big Bad Fox and Other Tales... (2017)، تم اختياره بناءً على أسلوبه البسيط في الرسم لتكييفه مع تقنية الرسوم المتحركة بالكمبيوتر للفيلم.
عندما تم تعيين رينر، سعى رئيس الأستوديو والمُنتِج كريس ميليداندري إلى تسليط الضوء على رؤية المخرج للمشروع، وذلك بالمقارنة مع أفلام إليومينيشن (Illumination) السابقة. قام جون باول بتأليف الموسيقى التصويرية، مما يمثل تعاونه الثاني مع إلومينيشين (Illumination) بعد فيلم لوركس (2012)."
عُرِض فيلم "هجرة" للمرّة الأولى في مؤتمر VIEW في تورينو بإيطاليا في 19 أكتوبر 2023، تَبِعَ ذَلِك الإصدار المسرحي في الولايات المتحدة في 22 ديسمبر من نفس العام. حظي الفيلم باستقبال إيجابي من النُّقَّاد وحقّق إيرادات بلغت 296 مليون دولار عالميًا.

## وصلات خارجية
- مقالات تستعمل روابط فنية بلا صلة مع ويكي بيانات